# 17759 Hatta
17759 Hatta è un asteroide della fascia principale. Scoperto nel 1998, presenta un'orbita caratterizzata da un semiasse maggiore pari a 2,6156811 UA e da un'eccentricità di 0,1480060, inclinata di 11,23298° rispetto all'eclittica.